# Bauhinia lamprophylla
Bauhinia lamprophylla är en ärtväxtart som beskrevs av Hermann August Theodor Harms. Bauhinia lamprophylla ingår i släktet Bauhinia och familjen ärtväxter. Inga underarter finns listade i Catalogue of Life.